# Chromonephthea hornerae
Chromonephthea hornerae är en korallart som beskrevs av van Ofwegen 2005. Chromonephthea hornerae ingår i släktet Chromonephthea och familjen Nephtheidae. Inga underarter finns listade i Catalogue of Life.